# شهرستان ربریخینسکی
شهرستان ربریخینسکی (به لاتین: Rebrikhinsky District) یک منطقهٔ مسکونی در روسیه است که در سرزمین آلتای واقع شده‌است.